# Альвеолит
Альвеолит (alveolitis; от лат. alveolus — лунка, ячейка + -itis — воспаление) — диффузное воспалительное поражение терминальных отделов дыхательных путей (лёгочных пузырьков — альвеол) с тенденцией к формированию фиброза интерстициальной ткани лёгких. Может быть самостоятельным заболеванием или проявлением других болезней. В качестве самостоятельных форм выделяют:
- Идиопатический фиброзирующий альвеолит
- Экзогенный аллергический альвеолит - Гиперчувствительный пневмонит
- Токсический альвеолит

Кроме того, альвеолит как синдром может развиться также при диффузных болезнях соединительной ткани (системной красной волчанке, ревматоидном артрите, системной склеродермии, дерматомиозите), аутоиммунных нарушениях (хронический активный гепатит, первичный билиарный цирроз печени, тиреоидит Хашимото), саркоидозе, синдроме Шегрена, васкулитах, при микогенной сенсибилизации (кандидоз, аллергический бронхолёгочный аспергиллёз, лёгочный криптококкоз), бактериальных инфекциях (Ку-лихорадка, легионеллёз) и некоторых других заболеваниях.

## Токсический альвеолит
ТА (токсический фиброзирующий альвеолит — ТФА) развивается вследствие прямого токсического действия на лёгочную ткань различных химических соединений без опосредования иммунной системой. Эти соединения могут попадать в альвеолы как аэрогенно в процессе дыхания, так и с током крови (т. е. гематогенно). К веществам, наиболее часто вызывающим альвеолит относятся некоторые лекарства (большинство противоопухолевых средств, иммунодепрессанты, некоторые сульфаниламиды, нитрофурановые препараты, хлорпропамид, анаприлин, L-аспарагиназа, кислород), производственные токсиканты (газы — сероводород, хлор, аммиак, тетрахлорметан; металлы и их соединения — марганец, бериллий, ртуть, никель, железо, кадмий, цинк; минеральные соединения (пыль) — асбест, тальк, цемент; хлопковая пыль; пластмассы — полиуретан, политетрафторэтилен; гербициды). Помимо дозы и продолжительности токсического воздействия вещества в возникновении ТА большую роль играет индивидуальная непереносимость того или иного соединения. Многие пневмотоксические вещества наряду с прямым воздействием на альвеолы, вызывают иммунопатологический процесс, сходный с развивающимся при экзогенном аллергическом альвеолите. 
Патогенетическое развитие болезни, симптомы, течение, данные рентгенологического исследования при ТА аналогичны наблюдаемым при экзогенном аллергическом альвеолите (одышка, кашель, чаще сухой, жёсткое дыхание, цианоз, иногда хрипы в лёгких). Встречаются как острые, так и затяжные (хронические) формы. Нередок исход в пневмофиброз. Важнейшая роль в подтверждении токсического генеза этого вида альвеолита принадлежит анамнезу.
Лечение — немедленное прекращение действия этиологического фактора, глюкокортикоиды. Прогноз, как правило, благоприятный. Профилактика заключается в соблюдении правил работы с токсическими веществами и охраны труда на производстве, осторожном назначении потенциально пневмотоксических лекарственных препаратов, регулярном контроле за состоянием лёгких в процессе их приёма для раннего выявления признаков альвеолита.